# Little Creatures
Little Creatures – szósty album postpunkowego zespołu Talking Heads, wydany 10 czerwca 1985.

## Lista utworów
- 1. "And She Was" – 3:36
- 2. "Give Me Back My Name" – 3:20
- 3. "Creatures of Love" – 4:12
- 4. "The Lady Don't Mind" (Byrne, Chris Frantz, Jerry Harrison, and Tina Weymouth) – 4:03
- 5. "Perfect World" (Byrne and Frantz) – 4:26
- 6. "Stay Up Late" – 3:51
- 7. "Walk It Down" – 4:42
- 8. "Television Man" – 6:10
- 9. "Road to Nowhere" – 4:19